# Chlorozada
Chlorozada is een geslacht van vlinders van de familie visstaartjes (Nolidae).

## Soorten
- C. endophaea Hampson, 1912
- C. metaleuca (Hampson, 1905)
- C. prasina Hampson, 1912
- C. pyrites Hampson, 1912
- C. verna (Hampson, 1902)